# 세이트 운살
세이트 운살은 (영어: Seyit Cem Unsal, 1975년 10월 7일 ~ )은 터키 출신의 축구 선수이다. K리그에서 등록명은 세이트를 사용하였으며 공격수로 활약하였다.

## 클럽 경력
안양 LG 치타스 (현 FC 서울)에 1997년 입단하여 1997 시즌과 1998 시즌 두 시즌 동안 시즌 통산 12경기 1득점-1도움 (정규리그 3경기 0득점-1도움, 리그컵 6경기 0득점-0도움, FA컵 3경기 1득점-0도움)의 기록을 남겼다. 터키 출신으로 K리그에 진출한 첫번째 선수이며 터키 청소년 축구 국가대표팀 소속으로 이적료 60만 달러에 기대를 모으고 영입했지만 기대만큼의 활약을 보여주지 못했다.
1998년 여름 이적시장에서 FC 바르셀로나로 이적하여 첫번째 터키 출신 FC 바르셀로나 선수가 된다.